# 郭萬俊
郭萬俊，四川省雅州府清溪縣人，清朝政治人物。同進士出身。
光緒二年（1876年），參加丙子恩科會試，得貢士第49名。殿試登進士3甲第38名。同年五月（6月3日），授內閣中書。